# Džaba Kankava
Džaba Kankava (gruzínsky ჯაბა კანკავა; anglickou transkripcí Jaba Kankava; * 18. března 1986, Tbilisi) je gruzínský fotbalový záložník a reprezentant, od ledna 2025 hráč gruzínského klubu FC Dinamo Tbilisi. Mimo Gruzii působil na klubové úrovni v Rusku, Kazachstánu, na Ukrajině, Slovensku a ve Francii. Nastupuje na pozici tzv. „šestky“, čili defenzivního záložníka. V letech 2015 a 2019 se stal gruzínským fotbalistů roku.

## Klubová kariéra

### FC Dinamo Tbilisi
Svoji fotbalovou kariéru začal v Dinamu Tbilisi, jehož je odchovanec. Před sezonou 2003/04 se propracoval do prvního mužstva, se kterým na podzim 2004 postoupil přes běloruský klub FK BATE z Barisova (výhry 3:2 venku a 1:0 doma), Slavii Praha z Česka (prohra 1:3 venku a výhra 2:0 doma) a polský tým Wisla Krakov (prohra 3:4 venku a výhra 2:1 doma) do skupinové fáze Poháru UEFA 2004/05, kde s Dinamem skončil v konfrontaci s mužstvy FC Sochaux-Montbéliard (Francie), Newcastle United FC (Anglie), Sporting CP z Lisabonu (Portugalsko) a Panionios GSS (Řecko) na posledním místě. S Tbilisi během tohoto angažmá získal mistrovský titul i tamní pohár. Během celého svého působení zde v lize odehrál 14 zápasů.

### PFK Alanija Vladikavkaz
V lednu 2005 přestoupil do ruského klubu PFK Alanija Vladikavkaz. Ligový debut si zde odbyl 12. března 2005 v prvním kole sezony 2005 hrané systémem jaro-podzim proti Saturnu Ramenskoje (prohra 0:2), odehrál celé utkání. Celkem zde nastoupil ke 12 ligovým střetnutím.

### FK Arsenal Kyjev

#### Sezóna 2005/06
Po roce změnil angažmá a zamířil na Ukrajinu, kde se stal novou posilou Arsenalu Kyjev. Svůj první start v lize si v dresu Arsenalu připsal ve 20. kole, kdy odehrál 90 minut v souboji s týmem FC Kharkiv a podílel se na bezbrankové remíze. Na jaře 2006 nastoupil k 10 ligovým zápasům.

#### Sezóna 2006/07
Poprvé v ročníku se střelecky prosadil 19. srpna 2006 v souboji s Metalurhem Zaporižžja, při výhře 1:0 se trefil v 51. minutě. Svůj druhý gól v lize v sezoně zaznamenal proti Stalu Alčevsk, když v 55. minutě vyrovnával na konečných 1:1. Následně skóroval v 11. kole hraném 22. října 2006, kdy v souboji s Šachtarem Doněck dal jedinou a tudíž vítěznou branku utkání. Počtvrté v ročníku rozvlnil síť soupeřovy „svatyně“ ve 14. kole proti mužstvu FK Mariupol (výhra 2:0), když ve 37. minutě otevřel skóre střetnutí. Během půl roku odehrál 14 střetnutí v lize.

### FK Dněpr Dněpropetrovsk

#### Sezóna 2006/07
V zimním přestupovém období sezony 2006/07 odešel na přestup do jiného ukrajinského klubu, konkrétně do Dněpru Dněpropetrovsk. Svůj první ligový duel absolvoval 3. března 2007 v souboji s klubem FK Mariupol (remíza 1:1), nastoupil na celý zápas. Na jaře 2007 si připsal devět ligových utkání.

#### Sezóna 2007/08
S Dněprem postoupil přes tým GKS Bełchatów z Polska (remíza 1:1 doma a výhra 4:2 venku) do posledního předkola Poháru UEFA 2007/08, kde se svými spoluhráči nestačili na skotské mužstvo Aberdeen FC (remízy 0:0 venku a 1:1 doma) a do základní skupiny nepostoupili. Poprvé v ročníku vsítil gól v 11. kole proti Arsenalu Kyjev (prohra 1:3). Druhou a třetí branku v lize v sezoně zaznamenal v soubojích s kluby FC Kharkiv (výhra 1:0) a FK Metalurh Doněck (výhra 3:0). V tomto ročníku zaznamenal 22 ligových střetnutí. V dalších dvou a půl sezonách nastoupil pouze ke třem startům v lize.

#### Sezóna 2012/13
S Dněpropetrovskem se představil v základní skupině F Evropské ligy UEFA 2012/13, se kterým v konfrontacích s týmy PSV Eindhoven (Nizozemsko), AIK Stockholm (Švédsko) a SSC Neapol (Itálie) skončil se ziskem 15 bodů na prvním místě tabulky, a postoupil s ním do jarní vyřazovací fáze. V ní s Dněprem vypadl v šestnáctifinále po prohře 0:2 venku a remíze 1:1 doma se švýcarským mužstvem FC Basilej. Poprvé a zároveň naposledy v tomto ročníku skóroval ve 21. kole hraném 17. března 2013 proti klubu FK Kryvbas Kryvyj Rih (prohra 1:2), když ve 33. minutě otevřel střelecký účet zápasu. V jarní části sezony se svým zaměstnavatelem došel až do semifinále Ukrajinského poháru. Během roku odehrál 17 ligových utkání.

#### Sezóna 2013/14
S Dněprem Dněpropetrovsk přešel po výhrách 3:1 venku a 2:0 doma přes estonský celek Nõmme Kalju FC do skupinové fáze Evropské ligy UEFA 2013/2014 a v ní ve skupině E postoupil ze druhého místa po soubojích s týmy CS Pandurii Târgu Jiu (Rumunsko), ACF Fiorentina (Itálie) a FC Paços de Ferreira (Portugalsko) do play-off, ve kterém vypadl po výhře 1:0 doma a prohře 1:3 venku s anglickým Tottenhamem Hotspur. Koncem března 2014 v utkání Dněpru s Dynamem Kyjev (výhra 2:0) trefil kolenem do hlavy brankář Dněpropetrovsku Denys Bojko protihráče Oleha Husjeva, který utrpěl otřes mozku a zapadl mu jazyk. Kankava nezůstal nevšímavý, jazyk mu pohotově vytáhl a zachránil mu tak život, přestože ho Husjev v šoku pokousal. Celkem v tomto ročníku absolvoval 25 ligových duelů.

#### Sezóna 2014/15
S ukrajinským mužstvem nejprve vypadl s klubem FC Kodaň z Dánska (remíza 0:0 doma a prohra 0:2 venku) ve třetím předkole Ligy mistrů UEFA 2014/2015 a byl s ním přesunut do čtvrtého předkola Evropské ligy UEFA 2014/2015, ve kterém po výhře 2:1 doma a 0:0 venku s chorvatským týmem HNK Hajduk Split vybojoval se svým družstvem třetí sezonu v řadě skupinovou fázi Evropského poháru a v základní skupině s ním skončil v konfrontaci s mužstvy FC Inter Milán (Itálie), AS Saint-Étienne (Francie) a FK Karabach z Agdamu (Ázerbájdžán) na druhém místě tabulky, což znamenalo účast v jarní vyřazovací fázi. V ní s Dněprem dosáhl velkého úspěchu, postupně s ním totiž vyřadil řecký klub Olympiakos Pireus (výhra 2:0 doma a remíza 2:2 venku), tým AFC Ajax z Nizozemska (výhra 1:0 doma a prohra venku 1:2 po prodloužení), belgické mužstvo Club Brugge KV (remíza 0:0 venku a výhra 1:0 doma) a klub SSC Neapol (remíza 1:1 venku a výhra 1:0 doma) a dostal se s ním až do finále. V něm však podlehl týmu Sevilla FC na neutrální půdě ve Varšavě na Stadionu Wojska Polskiego 2:3. V Evropských pohárech během tohoto ročníku nasbíral 14 startů a dal v nich jeden gól, konkrétně v prvním duelu s Olympiakosem. Na jaře 2015 se s Dněprem Dněpropetrovsk opět po dvou letech probojoval až do semifinále domácího poháru, ve kterém však toto ukrajinské mužstvo opět vypadlo. Během roku nastoupil dohromady k 15 střetnutím v lize.

### FK Kryvbas Kryvyj Rih (hostování)
V únoru 2011 zamířil z Dněpru kvůli většímu hernímu vytížení v rámci ukrajinské nejvyšší soutěže na hostování do celku FK Kryvbas Kryvyj Rih. Ligový debut si zde odbyl 5. 3. 2011 proti klubu FC Obolon, když při remíze 2:2 odehrál celých devadesát minut. Během tohoto působení ve 38 ligových zápasech zaznamenal dvě branky, konkrétně na podzim 2012 v soubojích druhého a sedmého kola s týmy FK Černomorec Oděsa (výhra 1:0) a FK Metalist Charkov (prohra 1:3).

### Stade de Reims
V průběhu ročníku 2015/16 odešel do Francie do mužstva Stade de Reims. Své první utkání v lize si připsal proti klubu FC Nantes (prohra 0:1), nastoupil na 51 minut. Na jaře 2016 s týmem sestoupil do druhé nejvyšší soutěže, celkem si zde během celého angažmá připsal 47 střetnutí v lize.

### Tobol Kostanaj FK

#### Sezóna 2018
V lednu 2018 po půl roce bez zaměstnavatele posílil kazachstánský tým Tobol Kostanaj FK. Ligový debut zaznamenal 11. března 2018 v úvodním kole v souboji s mužstvem Žetisu Taldykorgan (výhra 1:0), nastoupil na celý zápas. Svůj první ligový gól v sezoně vsítil 7. 4. 2018 proti klubu FK Atyrau, když dával v 68. minutě na konečných 3:2. Podruhé v ročníku se střelecky prosadil v 16. kole v souboji s týmem FC Akzhayik a podílel se na venkovním vítězství 3:1. Proti stejnému soupeři skóroval i v odvetě, kdy dal jedinou a tudíž vítěznou branku v zápase. Během roku odehrál 28 ligových zápasů.

#### Sezóna 2019
V podzimní části sezony s Tobolem postoupil přes gruzínský celek FC Samtredia (výhry 1:0 venku a 2:0 doma) do druhého předkola Evropské ligy UEFA 2019/2020, v němž s Kostanají vypadl s Pjunikem Jerevan z Arménie po výhře 2:1 doma a prohře 0:1 venku. Na jaře se s kazachstánským mužstvem dostal až do semifinále tamního poháru, v němž vypadl. V ročníku 2019 si připsal 29 duelů v lize.

#### Sezóna 2020
V Evropském poháru vypadl s Tobolem již v prvním předkole EL po remízách 0:0 venku a 1:1 doma s lucemburským klubem Jeunesse Esch. Svůj první a zároveň jediný gól v lize v této sezóně dal ve 12. kole hraném 2. října 2020 proti Žetisu Taldykorgan (výhra 2:0), když v 53. minutě vsítil gól na 1:0. Za rok absolvoval 19 ligových utkání.

### Valenciennes FC
V lednu 2021 se vrátil po dvou a půl letech do Francie a podepsal smlouvu s tehdy druholigovým týmem Valenciennes FC. Premiéru v dresu Valenciennese zažil ve 21. kole v souboji s mužstvem LB Châteauroux, při remíze 3:3 odehrál celých devadesát minut. Na jaře 2021 nastoupil na 14 střetnutí v lize, ve všech byl v základě sestavě a vydržel na trávníku celé duely.

### ŠK Slovan Bratislava

#### Sezóna 2021/22
Před ročníkem 2021/22 uzavřel roční kontrakt s klubem ŠK Slovan Bratislava ze Slovenska, úřadujícím mistrem ligy. Sešel se zde s gruzínským fotbalistou Guramem Kašiou a slovenským trenérem Vladimírem Weissem starším, se kterými působil při reprezentačním "áčku" Gruzie. Se Slovanem postoupili přes Shamrock Rovers z Irska (výhra 2:0 doma a prohra 1:2 venku) do druhého předkola Ligy mistrů UEFA 2021/22 a v něm vypadli se spoluhráči se švýcarským týmem BSC Young Boys z Bernu po domácí remíze 0:0 a venkovní prohře 2:3. Následně byli se slovenským mužstvem přesunuti do předkol Evropské ligy UEFA 2021/22, kde s ním nejprve vyřadili ve třetím předkole Lincoln Red Imps FC z Gibraltaru (výhra 3:1 venku a remíza 1:1 doma), avšak ve čtvrtém předkole - play-off s ním nepřešli přes řecký klub Olympiakos Pireus (prohra 0:3 venku a remíza 2:2 doma) do skupinové fáze této soutěže. Se spoluhráči však byli zařazeni do základní skupiny F Evropské konferenční ligy UEFA 2021/22, kde v konfrontaci se soupeři: FC Kodaň (Dánsko) – (prohry doma 1:3 a venku 0:2), PAOK Soluň (Řecko) – (remízy venku 1:1 a doma 0:0) a stejně jako v kvalifikaci s Lincolnem Red Imps - (výhry doma 2:0 a venku 4:1) skončili na třetím místě tabulky, což na postup do jarní vyřazovací fáze nestačilo. Kankava v této sezóně pohárové Evropy odehrál 13 zápasů.
Debut v lize si odbyl 24. července 2021 proti tehdejšímu nováčkovi Tatranu Liptovský Mikuláš (výhra 4:1), na hrací plochu přišel v 83. minutě namísto Filipa Lichého. Poprvé v sezoně v lize dal branku v souboji s týmem FK Senica, když se podílel svým střeleckým zásahem z 55. minuty na vysokém domácím vítězství 5:0. V ročníku 2021/22 pomohl svému zaměstnavateli již ke čtvrtému titulu v řadě, což Slovan dokázal jako první v historii slovenského fotbalu.

#### Sezóna 2022/23
V létě 2022 podepsal se Slovanem novou roční smlouvu. Se Slovanem postoupili po domácí remíze 0:0 a venkovním vítězství 2:1 po prodloužení přes Dinamo Batumi z Gruzie do druhého předkola Ligy mistrů UEFA 2022/23, v němž však nestačili po výhře 2:1 venku a prohře 1:4 doma na maďarský celek Ferencvárosi TC z hlavního města Budapešti. Následně nepřešli ani po přesunu do třetího předkola Evropské ligy UEFA 2022/23 přes Olympiakos Pireus z Řecka (remíza 1:1 venku a prohra 2:3 doma po penaltovém rozstřelu), avšak se spoluhráči hráli ještě ve čtvrtém předkole - play-off Evropské konferenční ligy UEFA 2022/2023 proti bosenskému mužstvu HŠK Zrinjski Mostar, kde po venkovní prohře 0:1 a výhře 3:1 po rozstřelu z pokutových kopů vybojovali postup do skupinové fáze této soutěže. Se Slovanem Bratislava byli zařazeni do základní skupiny H, kde v konfrontaci se soupeři: FC Basilej (Švýcarsko) - (výhra 2:0 venku a remíza 3:3 doma), FK Žalgiris (Litva) - (remíza 0:0 doma a výhra 2:1 venku) a FC Pjunik Jerevan (Arménie) - (prohra 0:2 venku a výhra 2:1 doma) s ním postoupili se ziskem 11 bodů jako vítěz skupiny poprvé v novodobé historii Slovanu do jarní vyřazovací fáze některé evropské pohárové soutěže. V ní ale se Slovanem vypadl po penaltovém rozstřelu v osmifinále s Basilejí. Kankava celkem v této sezoně pohárové Evropy nastoupil ke 12 utkáním. 
Svůj první a zároveň jediný gól v lize v tomto ročníku dal v souboji s tehdejším nováčkem ligy Duklou Banská Bystrica (výhra 4:0), když ve 35. minutě otevřel skóre střetnutí. V květnu 2023 uzavřel s vedením nový kontrakt do léta 2024. Na konci sezony získal se Slovanem Bratislava titul, který byl pro tým již historicky pátý v řadě.

#### Sezóna 2023/24
Se Slovanem postoupili přes lucemburské mužstvo FC Swift Hesper (remíza 1:1 doma a výhra 2:0 venku) a celek Zrinjski Mostar z Bosny a Hercegoviny (výhra 1:0 venku a remíza 2:2 doma) do třetího předkola Ligy mistrů UEFA 2023/2024, ve kterém vypadli po prohrách 1:2 doma a 1:3 venku s izraelským klubem Makabi Haifa FC a byli přesunuti do čtvrtého předkola – play-off Evropské ligy UEFA 2023/2024, ve kterém nepostoupili po domácí výhře 2:1 a prohře 2:6 venku přes tým Aris Limassol z Kypru a kvalifikovali se tak do skupinové fáze Evropské Konferenční ligy UEFA 2023/2024. Se Slovanem Bratislava byli zařazeni do základní skupiny A, kde v konfrontaci s mužstvy Lille OSC (Francie) – (prohra 1:2 venku a remíza 1:1 doma), NK Olimpija Lublaň (Slovinsko) – (výhra 1:0 venku a prohra 1:2 doma) a KÍ Klaksvík (Faerské ostrovy) - (výhry doma i venku 2:1). skončili se ziskem deseti bodů na druhém místě tabulky a podruhé za sebou postoupili do jarní vyřazovací části této soutěže. V ní však vypadli se spoluhráči již v šestnáctifinále po prohrách 1:4 venku a 0:1 doma se Sturmem Graz z Rakouska. Celkem v této sezoně pohárové Evropy odehrál Kankava 16 zápasů, v nichž branku nedal. Poprvé v ročníku vsítil gól 9. 2. 2024 v 19. kole v souboji s klubem MŠK Žilina (výhra 4:0) v 82. minutě, kdy zvyšoval na průběžných 3:0. V jarní části sezony 2023/2024 pomohl Slovanu Bratislava k šestému ligovému titulu v řadě a celkově jubilejnímu 30. v historii týmu. V létě 2024 s vedením neprodloužil smlouvu a odešel.

### FC Dinamo Tbilisi (návrat)
V lednu 2025 se po půl roce bez angažmá vrátil do vlasti do Dinama Tbilisi.

## Klubové statistiky
Aktuální k 7. červnu 2024
| Sezona    | Klub                    | Soutěž                   | Zápasy | Góly |
| --------- | ----------------------- | ------------------------ | ------ | ---- |
| 2003/2004 | FC Dinamo Tbilisi       | Umaglesi Liga            | 2      | 0    |
| 2004/2005 | FC Dinamo Tbilisi       | Umaglesi Liga            | 12     | 0    |
| 2005      | PFK Alanija Vladikavkaz | Premier Liga             | 12     | 0    |
| 2005/2006 | FK Arsenal Kyjev        | Vyšča liha               | 10     | 0    |
| 2006/2007 | FK Arsenal Kyjev        | Vyšča liha               | 14     | 4    |
| 2006/2007 | FK Dněpr Dněpropetrovsk | Vyšča liha               | 9      | 0    |
| 2007/2008 | FK Dněpr Dněpropetrovsk | Vyšča liha               | 22     | 3    |
| 2008/2009 | FK Dněpr Dněpropetrovsk | Premjer-liha             | 3      | 0    |
| 2009/2010 | FK Dněpr Dněpropetrovsk | Premjer-liha             | 0      | 0    |
| 2010/2011 | FK Dněpr Dněpropetrovsk | Premjer-liha             | 0      | 0    |
| 2010/2011 | FK Kryvyj Rih (host.)   | Premjer-liha             | 8      | 0    |
| 2011/2012 | FK Kryvyj Rih (host.)   | Premjer-liha             | 23     | 0    |
| 2012/2013 | FK Kryvyj Rih (host.)   | Premjer-liha             | 7      | 2    |
| 2012/2013 | FK Dněpr Dněpropetrovsk | Premjer-liha             | 17     | 1    |
| 2013/2014 | FK Dněpr Dněpropetrovsk | Premjer-liha             | 25     | 0    |
| 2014/2015 | FK Dněpr Dněpropetrovsk | Premjer-liha             | 15     | 0    |
| 2015/2016 | FK Dněpr Dněpropetrovsk | Premjer-liha             | 4      | 0    |
| 2015/2016 | Stade de Reims          | Ligue 1                  | 27     | 0    |
| 2016/2017 | Stade de Reims          | Ligue 2                  | 20     | 0    |
| 2018      | Tobol Kostanaj FK       | Premjer Ligasy           | 28     | 3    |
| 2019      | Tobol Kostanaj FK       | Premjer Ligasy           | 29     | 0    |
| 2020      | Tobol Kostanaj FK       | Premjer Ligasy           | 19     | 1    |
| 2020/2021 | Valenciennes FC         | Ligue 2                  | 14     | 0    |
| 2021/2022 | ŠK Slovan Bratislava    | Fortuna liga             | 25     | 1    |
| 2022/2023 | ŠK Slovan Bratislava    | Fortuna liga             | 26     | 1    |
| 2023/2024 | ŠK Slovan Bratislava    | Niké liga                | 20     | 1    |
| 2025      | FC Dinamo Tbilisi       | Crystalbet Erovnuli Liga |        |      |

## Reprezentační kariéra
Džaba Kankava nastupoval za žákovské výběry do 17, 19 a 21 let.

### A-mužstvo
V Gruzínské seniorské reprezentaci debutoval 8. 9. 2004 v Tbilisi v kvalifikačním zápase na Mistrovství světa 2006 proti reprezentaci Albánie (výhra 2:0), na hřiště přišel jako střídající hráč. První branku za "áčko" Gruzie si připsal 1. března 2006 v souboji s Maltou při venkovní výhře 2:0. V Lize národů UEFA 2018/19 s reprezentací Gruzie postoupil do Divize C a v Lize národů UEFA 2020/21 s ní skončil na třetím místě tabulky. V kvalifikaci na EURO 2020 s Gruzií skončili ve skupině D na čtvrtém místě tabulky a postoupil s ní do baráže, v ní nejprve s Gruzínskou reprezentací vyřadili Bělorusko (výhra 1:0). Následně však s ní nestačil po prohře 0:1 na reprezentaci Severní Makedonie. V roce 2021 reprezentační kariéru ukončil, avšak v březnu 2024 se do repre vrátil a postoupil se svojí zemí poprvé v historii na velký turnaj, když s reprezentací Gruzie vyřadili v baraži nejprve Lucembursko (výhra 2:0) a následně po penaltovém rozstřelu Řecko a vybojovali si tak účast na EURO 2024 v Německu. Poté už ukončil kariéru v reprezentaci definitivně.

### Reprezentační zápasy a góly
Zápasy Džaby Kankavy za A-mužstvo Gruzie
| 2004                | 1   | 0  |
| 2005                | 6   | 0  |
| 2006                | 9   | 1  |
| 2007                | 7   | 1  |
| 2008                | 2   | 0  |
| 2009                | 0   | 0  |
| 2010                | 1   | 0  |
| 2011                | 7   | 2  |
| 2012                | 7   | 0  |
| 2013                | 6   | 0  |
| 2014                | 7   | 1  |
| 2015                | 8   | 2  |
| 2016                | 2   | 0  |
| 2017                | 8   | 0  |
| 2018                | 8   | 2  |
| 2019                | 8   | 1  |
| 2020                | 7   | 0  |
| 2021                | 6   | 0  |
| 2022                | 0   | 0  |
| 2023                | 0   | 0  |
| 2024                | 1   | 0  |
| Celkem              | 101 | 10 |
| Platí k 28. 3. 2024 |     |    |

Seznam gólů Džaby Kankavy v A-mužstvu gruzínské reprezentace
| 010                 | 01.03. 2006  | Národní stadion Ta' Qali, Ta' Qali, Malta          | Malta      | 00:2 0(18.)    | 0:2 | Přátelský zápas                     |
| 02                  | 16. 11. 2007 | Thani bin Jassim Stadium, Dauhá, Katar             | Katar      | 00:1 0(46.)    | 0:2 | Přátelský zápas                     |
| 030                 | 03.06. 2011  | Stadion Poljud, Split, Chorvatsko                  | Chorvatsko | 00:1 0(17.)    | 2:1 | Kvalifikace na EURO 2012            |
| 040                 | 06.09. 2011  | Národní stadion Ta' Qali, Ta' Qali, Malta          | Malta      | 00:1 0(15.)    | 1:1 | Kvalifikace na EURO 2012            |
| 05                  | 14. 10. 2014 | Estádio Algarve, Faro, Loulé, Portugalsko          | Gibraltar  | 00:3 0(69.)    | 0:3 | Kvalifikace na EURO 2016            |
| 06                  | 25.03. 2015  | Mikheil Meskhi Stadium, Tbilisi, Gruzie            | Malta      | 01:0 0(83.)    | 2:0 | Přátelský zápas                     |
| 07                  | 12. 10. 2015 | Red Bull Arena, Lipsko, Německo                    | Německo    | 01:1 0(53.)    | 2:1 | Kvalifikace na EURO 2016            |
| 08                  | 13. 10. 2018 | Národní stadion Borise Paičadzeho, Tbilisi, Gruzie | Andorra    | 03:0 0(90.+4.) | 3:0 | Liga národů UEFA 2018/19 – Divize D |
| 09                  | 16. 10. 2018 | Daugavas stadions, Riga, Lotyšsko                  | Lotyšsko   | 00:1 0(8.)     | 0:3 | Liga národů UEFA 2018/19 – Divize D |
| 10                  | 15. 10. 2019 | Victoria Stadium, Gibraltar, Gibraltar             | Gibraltar  | 00:2 0(21.)    | 2:3 | Kvalifikace na EURO 2020            |
| Platí k 24. 8. 2021 |              |                                                    |            |                |     |                                     |

## Vyznamenání
- Řád za zásluhy III. třídy – Ukrajina, 12. dubna 2014[51][52]